# Gestrikland
Gestrikland är även gammelsvenskans stavning av Gästrikland.
Gestrikland är en dagstidning som utgavs i Gävle från juni 1877.
Tidningen var Gävles första folkliga tidning och fick snabbt många läsare.
Redaktör var skolmannen Fredrik Lundgren, som hade nära förbindelser med Paul Petter Waldenström. Tidningen torgförde andra idéer än de gamla tidningarna. Här stod Waldenströms läror i centrum och i politiska frågor var tidningen radikal. Den motsatte sig kraven på ökade försvarsutgifter, men ville däremot ha en demokratisering av samhället vilket bland annat innebar utvidgad rösträtt.
Tidningens historia blev efter Lundgren kort. 